# Liste der Aussichtstürme im Kanton Schwyz
Die folgende Liste von Aussichtstürmen enthält Bauwerke im Kanton Schwyz, welche über für den Publikumsverkehr zugängliche Aussichtsmöglichkeiten verfügen.
| Bild                          | Name des Turms                 | Gemeinde   | Baujahr | Gesamthöhe | Plattformhöhe | Bauwerkstyp | ZoomViewer Panoramabild |
| ----------------------------- | ------------------------------ | ---------- | ------- | ---------- | ------------- | ----------- | ----------------------- |
| Lachner Aahorn-Turm           | Aahorn-Turm                    | Lachen     | 2010    | 12 m       | 6 m           | Holz        |                         |
| Beobachtungsturm Frauenwinkel | Frauenwinkler Beobachtungsturm | Freienbach | 1997    | 3,5 m      | 2 m           | Holz        |                         |
| Rigi Sendeturm                | Rigi Sendeturm                 | Arth       | 1997    | 96 m       | 6 m           | Stahlbeton  |                         |
| Tierparkturm                  | Tierparkturm                   | Arth       | 2016    | 30 m       | 27 m          | Holz        |                         |

Siehe auch: Liste von Aussichtstürmen in der Schweiz